# Bucculatrix floccosa
Bucculatrix floccosa är en fjärilsart som beskrevs av Braun 1923. Bucculatrix floccosa ingår i släktet Bucculatrix och familjen kronmalar. Inga underarter finns listade i Catalogue of Life.